# Langgur
Langgur (indonesisch Kota Langgur, auch Langgoer, ehemals Ohoingur) ist ein Ort auf der indonesischen Insel Kei Kecil. Er ist seit 2011 die Hauptstadt des Regierungsbezirks (Kabupaten) der Südostmolukken (Maluku Tenggara) in der Provinz Maluku.

## Geographie
Langgur liegt an der Nordostküste der Insel und ist mit einer Brücke mit seiner Zwillingsstadt Tual auf der Nachbarinsel Kei Dullah verbunden, der Hauptort der Kei-Inseln und ehemalige Verwaltungssitz der Südostmolukken.
Langgur bildet einen eigenen Desa. Er gehört zum Subdistrikt (Kecamatan) Kei Kecil.

## Bevölkerung
Der Desa Langgur hat 9.777 Einwohner (2010). Der Ort ist das christliche Zentrum der Kei-Inseln, während Tual das muslimische Zentrum ist. Mehrheitlich sind die Bewohner des Archipels Katholiken.

## Geschichte
In der zweiten Hälfte des 19. Jahrhunderts nahm die Zahl der Muslime auf den Kei-Inseln durch Konversion zu. Waren 1860 nur Nachkommen von Flüchtlingen von den Banda-Inseln und einige Händler aus Makassar in Tual und Elat Anhänger des Islams, betrug die Zahl der Muslime 1887 bereits 5.893, ein Drittel der Bevölkerung. Der deutsche Unternehmer Adolph Langen schlug daher in einem Brief an den apostolischen Vikar in Batavia eine gezielte Christianisierung der Bevölkerung vor. 1888 wurde in Tual die erste katholische Mission gegründet. 1889 behandelten die Missionare Choleraerkrankte im Tual gegenüber auf Kei Kecil liegenden Ohoingur. In Folge ließen sich die ersten Einwohner taufen und 1890 wurde die Mission nach Ohoingur verlegt, das zu Ehren von Adolph Langen später in Langgur umbenannt wurde. Es ist noch heute ein wichtiges Zentrum des katholischen Glaubens in den Südmolukken.

## Wirtschaft
Der Flughafen Karel Sadsuitubun nahe Langgur ist der wichtigste Flughafen der Kei-Inseln.